# Gemeentelijke herindelingsverkiezingen in Nederland 2015
De gemeentelijke herindelingsverkiezingen in Nederland 2015 waren tussentijdse verkiezingen voor een Nederlandse gemeenteraad die gehouden werden op 18 november 2015.
De verkiezingen werden gehouden in vijf gemeenten die betrokken waren bij een herindelingsoperatie die op 1 januari 2016 werd doorgevoerd.
De volgende gemeenten waren bij deze verkiezingen betrokken:
- de gemeenten Edam-Volendam en Zeevang: samenvoeging tot een nieuwe gemeente Edam-Volendam[1];
- de gemeenten Bussum, Muiden en Naarden: samenvoeging tot een nieuwe gemeente Gooise Meren[2].

In de gemeente Edam-Volendam zijn de reguliere gemeenteraadsverkiezingen van 21 maart 2018 niet gehouden.
Door deze herindelingen daalde het aantal gemeenten in Nederland van 393 naar 390.